# Carl Fogarty
Carl George Fogarty (Blackburn, 1º luglio 1965) è un pilota motociclistico britannico ritiratosi dall'attività agonistica, 4 volte campione mondiale Superbike ed ha vinto 3 volte il Campionato mondiale Formula TT. Anche suo padre, George Fogarty, ha corso come pilota motociclistico professionista.

## Carriera
Foggy viene soprannominato "The King" (Il Re) proprio per essere stato il pilota più vincente del mondiale Superbike in termini di campionati del mondo e numero di gare vinte: quattro titoli mondiali (1994, 1995, 1998, 1999) e 59 gare vinte in sella alle Ducati 916 e 996 del team ufficiale, prima di essere superato, nel 2018 da Jonathan Rea. I successi di Fogarty sono stati paragonati a quelli dell'australiano Mick Doohan cinque volte campione del mondo della classe 500 e vincitore della categoria negli stessi anni di Fogarty.

### Pilota

Fogarty su Ducati 888 al Mugello durante il Mondiale Superbike 1992.

Fogarty solo alla fine degli anni ottanta passa alle grosse cilindrate, dopo aver vinto tre campionati del Mondo TT F1, gare di Superbike inglese e il Tourist Trophy dell'Isola di Man. Il 1990 è l'anno dell'ascesa di Fogarty che non si limita a vincere il suo terzo mondiale della classe FIM F1, ma partecipa sia a gare del motomondiale, nella classe 500 (arriva sesto, decimo e ottavo nei Gran Premi di Svezia, Cecoslovacchia e Ungheria). sia a corse del campionato del Mondo Superbike. Nel 1992 dopo la vittoria, in coppia con Terry Rymer, del mondiale Endurance comincia il suo binomio con la Ducati.
Già nel primo anno a Borgo Panigale riesce a vincere la prima delle sue 59 gare, nella sua Donington Park. A fine stagione, nel novembre 1992, conquista il Gran Premio di Macao, che si disputa ininterrottamente dal 1967 sull'omonimo tracciato cittadino.
L'anno successivo finisce secondo, staccato di soli 29 punti, pur con undici vittorie all'attivo nel mondiale, dietro al rivale statunitense Scott Russell. Nello stesso anno non riesce a ottenere il podio nella gara del motomondiale, classe 500, a Donington Park solo perché all'ultimo giro, mentre era saldamente dietro a Luca Cadalora e Wayne Rainey, gli finisce la benzina: la gara, a cui aveva partecipato grazie a una wild card, lo vede chiudere quarto, a motore spento, dietro anche al connazionale Niall Mackenzie.
Il 1994 è l'anno giusto per laurearsi per la prima volta campione del mondoː vince dieci Gran Premi e totalizza 305 punti iridati. Si ripete vincendo il titolo anche l'anno successivo migliorando il suo score con tredici vittorie e quasi cinquecento punti ottenuti. Sempre nel 1995 sfiora inoltre l'exploit alla 200 Miglia di Daytona, battuto da Scott Russell solo per un problema occorso al rifornimento.
Desideroso di nuove sfide, nel 1996 viene ingaggiato dal Team Castrol Honda per portare la Honda RC45 alla vittoria del mondiale Superbike, ma il quarto posto nella classifica finale lo convincono a tornare in Ducati. Nel 1997 lotta nuovamente per il titolo, chiudendo secondo dietro a John Kocinski, che riesce nell'impresa sfuggita a Foggy l'anno precedente. Si laurea nuovamente campione del mondo nella stagione 1998 che si decide all'ultima gara. Fogarty che si trova, prima dell'appuntamento finale di Sugo, dietro a Aaron Slight, lo supera di tre punti e mezzo. Nel 1999 si ripete battendo Colin Edwards.

Fogarty premiato al termine della seconda manche del Mugello, nella vittoriosa stagione 1994 che gli varrà il primo titolo Superbike.

Il 25 aprile 2000, in gara 2 del Gran Premio d'Australia, Fogarty (campione del mondo in carica) nel tentativo di rimontare da una cattiva partenza urta accidentalmente il pilota austriaco Robert Ulm e, complice anche la pista umida, cade rovinosamente fratturandosi l'omero del braccio sinistro. Portato in ospedale, viene operato con una prognosi, inizialmente, di almeno 40 giorni. In questo periodo di stop forzato, numerosi sono i tentativi del pilota britannico di tornare alle competizioni; tuttavia, viste le difficoltà nel recuperare completamente la funzionalità motoria dell'arto, annuncia il 20 settembre il definitivo ritiro dalle competizioni motociclistiche. Il suo posto in sella alla Ducati viene preso dall'allora semisconosciuto australiano Troy Bayliss, proveniente dal campionato AMA Superbike, il quale presto ne raccoglierà l'eredità in seno ai tifosi della casa italiana.
I punti ottenuti all'inizio della stagione consentono a Fogarty di chiudere, la sua ultima stagione nel mondiale Superbike, al ventiseiesimo posto in classifica piloti.

### Dopo il ritiro
Nel 2003 rientra nell'ambito del mondiale Superbike diventando team manager di una squadra creata da lui, denominata appunto Foggy Racing, portando in pista la Petronas FP1 di costruzione malese. In questa esperienza dirigenziale ingaggia piloti di blasone quali: Troy Corser (suo storico rivale in passato), Chris Walker e Garry McCoy, ma dopo 4 annate senza risultati di rilievo il team chiude al termine della stagione 2006. Nel maggio del 2007 la casa costruttrice MV Agusta annuncia il proprio ritorno alle corse nel Campionato del Mondo Superbike per la stagione 2008. Il team inglese Foggy Racing di Carl Fogarty si stava accingendo a preparare la squadra per disputare l'intera stagione; Fogarty tuttavia ha poi abbandonato i piani per tornare al Campionato Mondiale Superbike a causa della mancanza di sponsor in grado di supportarlo.

## Risultati in gara

### Motomondiale
| 1986 | Classe | Moto   |  |  |  |  |  |  |  |  |    |  |  |  |  |  |  | Punti | Pos. |
| ---- | ------ | ------ |  |  |  |  |  |  |  |  | -- |  |  |  |  |  |  | ----- | ---- |
| 1986 | 250    | Yamaha |  |  |  |  |  |  |  |  | 11 |  |  |  |  |  |  | 0     |      |

| 1987 | Classe | Moto  |  |  |  |  |  |  |  |  |    |  |  |  |  |  |  | Punti | Pos. |
| ---- | ------ | ----- |  |  |  |  |  |  |  |  | -- |  |  |  |  |  |  | ----- | ---- |
| 1987 | 250    | Honda |  |  |  |  |  |  |  |  | NQ |  |  |  |  |  |  | 0     |      |

| 1990 | Classe | Moto  |  |  |  |  |  |  |  |  |  |  |     |   |    |   |  | Punti | Pos. |
| ---- | ------ | ----- |  |  |  |  |  |  |  |  |  |  | --- | - | -- | - |  | ----- | ---- |
| 1990 | 500    | Honda |  |  |  |  |  |  |  |  |  |  | Rit | 6 | 10 | 8 |  | 24    | 18º  |

| 1992 | Classe | Moto          |  |  |  |  |  |  |  |  |  |  |     |  |  |  |  | Punti | Pos. |
| ---- | ------ | ------------- |  |  |  |  |  |  |  |  |  |  | --- |  |  |  |  | ----- | ---- |
| 1992 | 500    | Harris Yamaha |  |  |  |  |  |  |  |  |  |  | Rit |  |  |  |  | 0     |      |

| 1993 | Classe | Moto   |  |  |  |  |  |  |  |  |  |   |  |  |  |  |  | Punti | Pos. |
| ---- | ------ | ------ |  |  |  |  |  |  |  |  |  | - |  |  |  |  |  | ----- | ---- |
| 1993 | 500    | Cagiva |  |  |  |  |  |  |  |  |  | 4 |  |  |  |  |  | 13    | 23º  |

| 1994 | Classe | Moto   |  |  |  |  |  |  |  |  |  |    |  |  |  |  |  | Punti | Pos. |
| ---- | ------ | ------ |  |  |  |  |  |  |  |  |  | -- |  |  |  |  |  | ----- | ---- |
| 1994 | 500    | Cagiva |  |  |  |  |  |  |  |  |  | NP |  |  |  |  |  | 0     |      |

| Legenda | 1º posto        | 2º posto            | 3º posto            | A punti      | Senza punti        | Grassetto – Pole position Corsivo – Giro più veloce |
| Legenda | Gara non valida | Non qual./Non part. | Ritirato/Non class. | Squalificato | '-' Dato non disp. | Grassetto – Pole position Corsivo – Giro più veloce |

### Campionato mondiale Superbike
| 1988 | Moto  |     |    |  |  |  |  |  |  |  |  |  |  |  |  |  |  |  |  |  |  |  |  |  |  |  |  | Punti | Pos. |
| ---- | ----- | --- | -- |  |  |  |  |  |  |  |  |  |  |  |  |  |  |  |  |  |  |  |  |  |  |  |  | ----- | ---- |
| 1988 | Honda | Rit | NP |  |  |  |  |  |  |  |  |  |  |  |  |  |  |  |  |  |  |  |  |  |  |  |  | 0     |      |

| 1989 | Moto  |   |    |  |  |  |  |  |  |  |  |  |  |  |  |  |  |  |  |  |  |  |  |  |  |  |  | Punti | Pos. |
| ---- | ----- | - | -- |  |  |  |  |  |  |  |  |  |  |  |  |  |  |  |  |  |  |  |  |  |  |  |  | ----- | ---- |
| 1989 | Honda | 7 | 13 |  |  |  |  |  |  |  |  |  |  |  |  |  |  |  |  |  |  |  |  |  |  |  |  | 12    | 43º  |

| 1990 | Moto  |    |     |   |   |  |  |  |  |  |  |  |  |  |  |  |  |     |   |  |  |  |  |  |  |  |  | Punti | Pos. |
| ---- | ----- | -- | --- | - | - |  |  |  |  |  |  |  |  |  |  |  |  | --- | - |  |  |  |  |  |  |  |  | ----- | ---- |
| 1990 | Honda | 14 | Rit | 6 | 6 |  |  |  |  |  |  |  |  |  |  |  |  | Rit | 8 |  |  |  |  |  |  |  |  | 30    | 19º  |

| 1991 | Moto  |     |   |   |   |        |        |    |    |  |  |   |   |   |   |    |   |   |   |   |    |   |   |   |     |  |  | Punti | Pos. |
| ---- | ----- | --- | - | - | - | ------ | ------ | -- | -- |  |  | - | - | - | - | -- | - | - | - | - | -- | - | - | - | --- |  |  | ----- | ---- |
| 1991 | Honda | Rit | 9 | 9 | 8 | [ 10 ] | [ 10 ] | 11 | 11 |  |  | 7 | 8 | 4 | 4 | 11 | 8 | 8 | 7 | 9 | 10 | 6 | 7 | 7 | Rit |  |  | 146   | 7º   |

| 1992 | Moto   |    |    |     |   |    |    |     |   |   |     |   |   |   |   |  |  |  |  |   |   |     |     |   |     |  |  | Punti | Pos. |
| ---- | ------ | -- | -- | --- | - | -- | -- | --- | - | - | --- | - | - | - | - |  |  |  |  | - | - | --- | --- | - | --- |  |  | ----- | ---- |
| 1992 | Ducati | 12 | 10 | Rit | 1 | 20 | 11 | Rit | 8 | 5 | Rit | 6 | 7 | 7 | 4 |  |  |  |  | 4 | 2 | Rit | Rit | 7 | Rit |  |  | 134   | 9º   |

| 1993 | Moto   |     |    |   |   |   |   |   |   |   |   |   |   |   |   |   |   |   |    |   |   |   |   |   |     |     |   | Punti | Pos. |
| ---- | ------ | --- | -- | - | - | - | - | - | - | - | - | - | - | - | - | - | - | - | -- | - | - | - | - | - | --- | --- | - | ----- | ---- |
| 1993 | Ducati | Rit | NP | 3 | 7 | 1 | 1 | 5 | 3 | 4 | 4 | 1 | 2 | 1 | 1 | 1 | 1 | 1 | 24 | 1 | 1 | 4 | 4 | 2 | Rit | Rit | 1 | 349,5 | 2º   |

| 1994 | Moto   |   |   |    |    |     |   |   |   |   |   |     |   |   |   |   |   |   |   |    |   |   |   |  |  |  |  | Punti | Pos. |
| ---- | ------ | - | - | -- | -- | --- | - | - | - | - | - | --- | - | - | - | - | - | - | - | -- | - | - | - |  |  |  |  | ----- | ---- |
| 1994 | Ducati | 1 | 2 | NP | NP | Rit | 5 | 1 | 1 | 1 | 1 | Rit | 1 | 4 | 2 | 1 | 1 | 2 | 1 | 14 | 5 | 1 | 2 |  |  |  |  | 305   | 1º   |

| 1995 | Moto   |   |   |   |   |   |   |   |   |   |   |   |   |   |   |   |   |     |   |   |   |   |     |   |   |  |  | Punti | Pos. |
| ---- | ------ | - | - | - | - | - | - | - | - | - | - | - | - | - | - | - | - | --- | - | - | - | - | --- | - | - |  |  | ----- | ---- |
| 1995 | Ducati | 1 | 1 | 2 | 2 | 1 | 1 | 1 | 2 | 2 | 1 | 1 | 2 | 5 | 7 | 1 | 1 | Rit | 1 | 1 | 1 | 1 | Rit | 4 | 2 |  |  | 478   | 1º   |

| 1996 | Moto  |   |   |   |   |   |   |   |   |   |   |   |   |   |     |   |   |   |   |   |   |   |   |   |   |  |  | Punti | Pos. |
| ---- | ----- | - | - | - | - | - | - | - | - | - | - | - | - | - | --- | - | - | - | - | - | - | - | - | - | - |  |  | ----- | ---- |
| 1996 | Honda | 7 | 6 | 8 | 7 | 5 | 1 | 1 | 3 | 2 | 3 | 8 | 4 | 5 | Rit | 2 | 3 | 8 | 4 | 1 | 1 | 5 | 7 | 4 | 6 |  |  | 331   | 4º   |

| 1997 | Moto   |   |   |   |   |   |   |   |   |   |   |   |   |     |   |   |     |   |   |     |     |    |     |   |   |  |  | Punti | Pos. |
| ---- | ------ | - | - | - | - | - | - | - | - | - | - | - | - | --- | - | - | --- | - | - | --- | --- | -- | --- | - | - |  |  | ----- | ---- |
| 1997 | Ducati | 2 | 4 | 3 | 3 | 2 | 1 | 4 | 1 | 3 | 4 | 2 | 2 | Rit | 1 | 1 | Rit | 2 | 1 | Rit | Rit | 11 | Rit | 3 | 1 |  |  | 358   | 2º   |

| 1998 | Moto   |   |   |   |   |   |   |   |   |    |    |   |   |   |   |   |     |   |   |   |   |   |   |   |   |  |  | Punti | Pos. |
| ---- | ------ | - | - | - | - | - | - | - | - | -- | -- | - | - | - | - | - | --- | - | - | - | - | - | - | - | - |  |  | ----- | ---- |
| 1998 | Ducati | 1 | 3 | 7 | 3 | 6 | 2 | 9 | 1 | 13 | 13 | 4 | 3 | 2 | 2 | 5 | Rit | 4 | 2 | 3 | 2 | 2 | 1 | 3 | 4 |  |  | 351,5 | 1º   |

| 1999 | Moto   |   |   |   |   |   |   |   |   |   |   |   |    |   |   |   |   |    |   |   |   |   |   |   |   |   |   | Punti | Pos. |
| ---- | ------ | - | - | - | - | - | - | - | - | - | - | - | -- | - | - | - | - | -- | - | - | - | - | - | - | - | - | - | ----- | ---- |
| 1999 | Ducati | 1 | 1 | 2 | 2 | 1 | 2 | 3 | 3 | 1 | 1 | 1 | 15 | 1 | 1 | 5 | 4 | 19 | 4 | 2 | 4 | 1 | 1 | 1 | 2 | 2 | 5 | 489   | 1º   |

| 2000 | Moto   |   |     |   |     |     |     |     |     |     |     |     |     |     |     |     |     |     |     |     |     |     |     |     |     |     |     | Punti | Pos. |
| ---- | ------ | - | --- | - | --- | --- | --- | --- | --- | --- | --- | --- | --- | --- | --- | --- | --- | --- | --- | --- | --- | --- | --- | --- | --- | --- | --- | ----- | ---- |
| 2000 | Ducati | 3 | Rit | 2 | Rit | Inf | Inf | Inf | Inf | Inf | Inf | Inf | Inf | Inf | Inf | Inf | Inf | Inf | Inf | Inf | Inf | Inf | Inf | Inf | Inf | Inf | Inf | 36    | 26º  |

| Legenda | 1º posto        | 2º posto            | 3º posto           | A punti      | Senza punti        | Grassetto – Pole position Corsivo – Giro più veloce |
| Legenda | Gara non valida | Non qual./Non part. | Ritirato/Non class | Squalificato | '-' Dato non disp. | Grassetto – Pole position Corsivo – Giro più veloce |

## Altri risultati

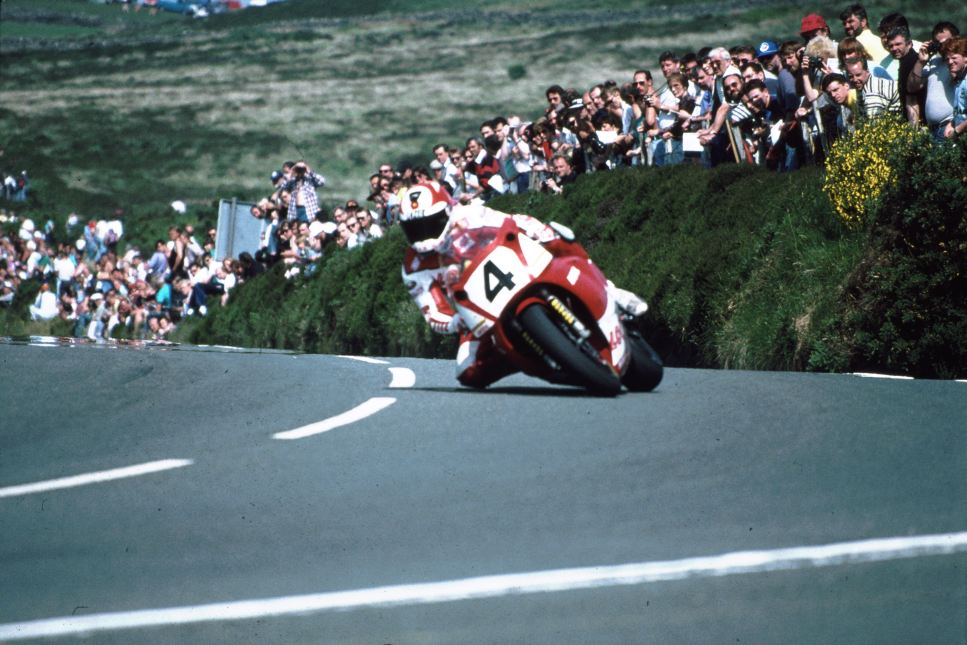
Fogarty su Yamaha FZR 750R OW01 al Tourist Trophy del 1992

- 1985 - vince il Manx Grand Prix - 250cc e 3 gare nel campionato britannico in 250cc
- 1986 - 12 vittorie nella Formula 2 Inglese
- 1987 - 16 vittorie nella Formula 2 Inglese
- 1988 - Campione Mondiale Formula 1 TT
- 1989 - Campione Mondiale Formula 1 TT e 1º al Tourist Trophy in classe 750
- 1990 - vince la coppa Formula 1 ed il Senior TT sull'isola di Man
- 1991 - 3º alla 8 Ore di Suzuka e 61º nel mondiale Endurance
- 1992 - Campione Mondiale Endurance
- 1996 - 3º alla 8 ore di Suzuka e 60º nel mondiale Endurance